# Anka Romensky
Anka Romensky (Kiev, 16 de septiembre de 1980) es una modelo y actriz ucraniana que fue playmate de febrero de 2002 de la revista playboy. Además de su aparición en la revista también lo hizo en varios videos playboy y ediciones especiales de la revista.